# Jean-Louis Huhta
Jean-Louis Patrik Huhta född 30 april 1965 i Göteborg. Kompositör, musiker och DJ. 
Han spelar instrument som t.ex. modularsyntar, dator, slagverk och stråkinstrument. Hans nuvarande grupper/projekt är: Audio Laboratory med Ebbot Lundberg, Henrik Rylander och Per Svensson. Brommage Dub med Jesper Dalhbäck. Ocsid med Carl Michael von Hausswolff och Graham Lewis. Han har uppträtt solo under sitt eget namn och som Dungeon Acid. Grupper som han tidigare varit medlem i är: Cortex, Anti Cimex, Texas Instruments, Stonefunkers, Flesh Quartet, Wild Planet, Lucky People Center och Skull Defekts med Daniel Fagerström, Joachim Nordwall och Henrik Rylander. Huhta flyttade till Stockholm från Göteborg på 90-talet och är sedan 2018 bosatt och verksam i Köpenhamn.

## Diskografi
Diskografi i urval:

### som Jean-Louis Huhta
• Between the World and Death (2007).

• No History No Future (2015)

### som Dungeon Acid
• Bliss (2012)

• Live Somewhere in NYC (2016)

• Dungeon Acid, iDEAL Recordings (2019) Dungeon Acid på Discogs

### medZbigniew Karkowskioch Lars Åkerlund
• Horology (2013)

• A Bird in the Hand Is Worth Two in the Bush (2016)